# 秋吉ひな
秋吉 ひな（あきよし ひな、1990年8月18日 - ）は、日本の元AV女優である。東京都出身。

## 来歴
中学2年生の冬に、1歳年上の彼氏と初体験。セックスの良さを知ったのは高校1年生の時だった。
スカウトされて業界入り。ワープエンタテインメントと専属契約を結び、2011年1月にレーベル「So」より『芸能前夜 芸能デビュー決定済』でAVデビュー。
2011年12月5日発売の「秋吉ひな、107発の精子、飲む。」でワープエンタテインメントを卒業し、2012年1月よりプレミアムと専属契約。
2014年7月、セガのゲーム『龍が如く』のキャラクター出演をかけたセクシー女優人気投票にエントリー。同年8月24日、結果発表。「龍が如く0 誓いの場所」への出演権を逃した。順位・得票数未発表。

## 人物
趣味は買物。
DMM.comの配信チャンネル「パコパコ動画」内の競馬予想番組「尻ウマLive×PREMIUM」で、予想した馬連19.3倍に番組制作費から提供された5万円を1点買いし、的中。放送内で96万5000円の払い戻しを受けた。続くメインレース第62回安田記念では、単勝13番人気の伏兵グランプリボスの単勝1点5万円を購入したが、クビ差の2着であった。なお、以後の当番組のスタジオセットは、この日の払い戻し金を元に豪華になった。

## 作品
以下の作品がある。

### アダルトビデオ
| #      | 発売日  | 題名                                           | 監督         | 備考                                       |
| 2010年 | 2010年  | 2010年                                         | 2010年       | 2010年                                     |
| ------ | ------- | ---------------------------------------------- | ------------ | ------------------------------------------ |
|        | 12月5日 | 新人!「秋吉ひな」のコト、知ってください。      | 五右衛門     | 配信限定                                   |
| 2011年 |         |                                                |              |                                            |
| 1      | 1月5日  | 芸能前夜 芸能デビュー決定済                    | 五右衛門     | ワープエンタテインメント専属・AVデビュー作 |
| 2      | 2月5日  | 早漏なおま●こ                                  | 五右衛門     |                                            |
| 3      | 3月5日  | あぁ、隣の綺麗なお姉さん                       | 五右衛門     |                                            |
| 4      | 4月5日  | 接吻奴隷                                       | 五右衛門     |                                            |
| 5      | 5月5日  | ドリシャッ!!                                   | 一ノ瀬くるみ |                                            |
| 6      | 6月5日  | またがりたい…                                  | WILD SEVEN   |                                            |
| 7      | 7月5日  | 挿れっぱなし                                   | 一ノ瀬くるみ |                                            |
| 8      | 8月5日  | 汗まみれガチ交尾                               | 一ノ瀬くるみ |                                            |
| 9      | 9月5日  | 美しい女性の愛に溢れたごっくん                 | 麒麟         |                                            |
| 10     | 10月5日 | ナニされても絶対コッチ見てなきゃダメ！！       | 五右衛門     |                                            |
| 11     | 11月5日 | アナタのお宅でファン感謝祭                     | HAM.theMC    |                                            |
| 12     | 12月5日 | 秋吉ひな、107発の精子、飲む                    | 一ノ瀬くるみ |                                            |
| 13     | 12月5日 | 憧れのスチュワーデスと性交                     | -            | ドリームチケット                           |
| 2012年 |         |                                                |              |                                            |
| 14     | 1月7日  | 超淫らな絶品BODY                               | ザック荒井   | これよりプレミアム専属                     |
| 15     | 2月7日  | 8頭身美脚パンストフェティシズム                | K.C.武田     |                                            |
| 16     | 3月7日  | 悩殺ノーパン女教師                             | K.C.武田     |                                            |
| 17     | 4月7日  | プレミアム・ビューティー 秋吉ひな＆小川あさ美  | 宇佐美忠則   | 共演：小川あさ美                           |
| 18     | 5月7日  | ブラック会社の性奴隷OL 社内に女は私だけ…       | キョウセイ   |                                            |
| 19     | 6月7日  | PREMIUM STYLISH SOAP V.I.P180分スペシャル      | K.C.武田     |                                            |
| 20     | 7月7日  | 秋吉ひなのスーツ・コス 3時間スペシャル         | K.C.武田     |                                            |
| 21     | 8月7日  | 秋吉ひなが100％彼女目線でアナタとHな同棲生活。 | キョウセイ   |                                            |
| 22     | 9月7日  | パイズリマニアックス!180分スペシャル           | キョウセイ   |                                            |
| 23     | 10月7日 | 僕のエッチな巨乳ママ                           | キョウセイ   |                                            |

2013年
- 絶頂パイズリ挟射！（1月13日、PREMIUM）
- 1日10回射精しても止まらないオーガズムSEX (6月1日、MOODYZ)
- 凄い舌上発射、キッチリごっくん (7月1日、MOODYZ)
- 秋吉ひなの極上風俗フルコース 8 (8月1日、MOODYZ)
- 女教師レイプ輪姦 (9月1日、MOODYZ）

2014年
- はじめての真性中出し (2月1日、MOODYZ)
- タイトスカート女教師 (3月1日、MOODYZ)
- ランジェリーナ ひな (5月1日、ワンズファクトリー)
- 友人の母親 (6月1日、ヴィーナス)
- 人妻オフィスレディ凌辱 (6月7日、マドンナ)
- ひなと子作り新婚生活 (7月1日、ワンズファクトリー)
- 近親［無言］相姦 隣にお父さんがいるのよ… (7月7日、ヴィーナス)
- 日焼けあと ひな (8月1日、MOODYZ)
- 秋吉ひな8時間BEST (8月13日、MOODYZ) ※単体ベスト
- 巨乳娘とヤリ放題 (8月19日、OPPAI)
- 禁断介護 (8月21日、グローリークエスト)
- 僕だけの巨乳女教師ペット (9月13日、溜池ゴロー)

2015年
- ショートパンツで逢いたくて…ショートパンツで逢いたくて…（1月15日、グローリークエスト）
- 身長175cm 【秋吉ひな】の抱きつきひざ蹴り調教（1月19日、MEGAMI）
- 尽きない快楽、愛液にまみれて。（1月19日、TEPPAN）
- 男子生徒にセクハラされて強制的にハイレグを着せられてしまってもカラダの疼きを抑えきれない高身長ハイレグ女教師（1月22日、GARCON）
- ドキッ!いつも見慣れているはずの巨乳妻の乳首がチラッと見えて旦那発情!（2月19日、グローリークエスト）
- kira★kira BLACK GAL 黒ギャル超高級中出しソープランド-長身美脚ボイン8頭身No.1泡姫-（2月19日、kira☆kira）
- 密着手コキ男犯 男の潮吹き・尿道・亀頭・睾丸責め（3月7日、MEGAMI）
- kira★kira BLACK GAL 秋吉ひな黒GALファン感謝祭-スッポンポン全裸で押しかけ中出しお宅訪問-（4月19日、kira☆kira）

## ネット配信
- 初音とくじらのニコジョッキー #3（2012.2.28、ニコジョッキー）初音みのり、仁科百華